# Bandar Lampung
Bandar Lampung es una ciudad de Indonesia, en la isla de Sumatra.

## Geografía
Bandar Lampung es la capital de la provincia de Lampung. Anteriormente se llamaba Tanjungkarang-Telukbetung, el nombre de las dos secciones más importantes de la ciudad, antes de ser renombrada en 1983. Para los inmigrantes y viajeros de Java, la ciudad es la entrada a Sumatra, especialmente antes de la construcción del puerto de Bakauheni,justo al sur de la ciudad. En la ciudad se encuentra la Universidad de Lampung, fundada en 1965. 
La ciudad tiene una superficie de 169,21 km² y una población de 923.970 (2014).

## Lugares de interés
Bandar Lampung es un punto de partida importante para las excursiones a la isla de Krakatoa. Otros lugares de interés en torno a la ciudad incluyen el Centro de Entrenamiento de elefantes de Way Kambas, donde los visitantes pueden disfrutar de actividades como ver elefantes jugando a fútbol o montar en elefante alrededor de la zona.

## Ciudades hermanadas
1. ↑  Worldpostalcodes.org,código postal n.º 35154.